# Frederick Doidge
Sir Frederick Widdowson Doidge, né à Cootamundra le 26 février 1884 et mort à Londres le 26 mai 1954, est un journaliste, homme politique puis diplomate néo-zélandais.

## Biographie

### Débuts
Fils d'un journaliste néo-zélandais installé en Australie, il naît en Nouvelle-Galles du Sud. Il émigre en Nouvelle-Zélande à l'âge de 18 ans, où il trouve un emploi de journaliste. Il devient assez rapidement correspondant parlementaire du journal Auckland Star. En 1912 il co-fonde l'Association des Journalistes de Nouvelle-Zélande, dont il est le président inaugural.
Ayant échoué à devenir le correspondant de guerre officiel de la Nouvelle-Zélande pour la Première Guerre mondiale, Frederick Doidge s'engage comme soldat. Caporal dans le Régiment d'infanterie d'Auckland, il prend part aux combats en France d'août 1917 à mars 1918, puis est atteint de tuberculose et doit être hospitalisé au Royaume-Uni. Durant sa convalescence, il est posté au ministère de l'Information britannique, sous l'autorité du ministre Lord Beaverbrook. Après la guerre, ce dernier, magnat de la presse, l'emploie dans son équipe de direction d'entreprise. Il contribue de manière significative au succès populaire des journaux Daily Express et Evening Standard.

### Entrée en politique
De retour en Nouvelle-Zélande en 1935, il se lance en politique. Il est élu député de Tauranga à la Chambre des représentants pour le Parti national (conservateur) aux élections de 1938, et siège donc sur les bancs de l'opposition au gouvernement travailliste de Michael Savage. Il mène campagne contre les politiques du gouvernement, qu'il qualifie de « socialisme radical », et, à l'inverse du gouvernement Savage, se prononce en faveur de la politique d'apaisement menée par le gouvernement conservateur du Royaume-Uni à l'égard des puissances fascistes d'Europe continentale. Sa campagne en faveur de l'apaisement, d'un désengagement du Royaume-Uni des affaires européennes et d'un retour à une politique de « splendide isolement » de l'Empire britannique est soutenue financièrement, en secret, par Lord Beaverbrook.
Une fois le Royaume-Uni engagé dans la Seconde Guerre mondiale, il soutient néanmoins la participation de la Nouvelle-Zélande à ses côtés. En mai 1945, il parcourt avec son chef de parti Sidney Holland l'Europe libérée, et est bouleversé en visitant le camp de concentration de Bergen-Belsen.

### Ministre puis diplomate
Après onze ans comme député d'opposition, il devient ministre des Affaires extérieures lorsque les nationaux remportent les élections de 1949. En tant que ministre responsable de la politique étrangère du pays, il est favorable à la levée de restrictions qui pèsent sur le Japon de l'après-guerre. Il participe au sommet de 1950 des pays du Commonwealth des nations qui initie le plan Colombo d'aide économique à l'Asie, et il représente la Nouvelle-Zélande aux négociations qui aboutissent au traité ANZUS de 1951, par lequel les États-Unis garantissent la sécurité de la Nouvelle-Zélande et de l'Australie.
Passionnément attaché aux liens unissant la Nouvelle-Zélande à la 'mère patrie' britannique, il est le haut-commissaire (ambassadeur) de Nouvelle-Zélande au Royaume-Uni de 1951 jusqu'à sa mort. Amiable, généreux et animé par un bon sens de l'humour, il s'avère être un diplomate apprécié. Il assiste avec plaisir à la cérémonie de couronnement d'Élisabeth II en 1953, et est fait cette même année commandeur dans l'ordre de Saint-Michel et Saint-Georges. Il meurt d'un cancer à son domicile à Londres l'année suivante.